# Rezolucja Rady Bezpieczeństwa ONZ nr 1838
Rezolucja Rady Bezpieczeństwa ONZ nr 1838 została przyjęta jednomyślnie 7 października 2008 r.
Rada wezwała państwa członkowskie by zaangażowały zarówno siły morskie, jak i powietrzne do walki z somalijskim piractwem..